# Sture Grahn
Bror Sture Ragnvald Grahn, född 24 maj 1932 i Lycksele, död 14 augusti 2024 i Timrå var en svensk längdskidåkare som var aktiv på 1950- och 1960-talet. Grahn tävlade för Lycksele IF.
Sture Grahn vann bland annat två VM-guld i stafett för Sverige under sin karriär. 1958 vann han även VK-guldet, som Västerbottens största manliga idrottsprofil.

## Meriter
- VM 1958 i Lahtis, Finland
  - Stafett 4 x 10 kilometer - Guld
- VM 1962 i Zakopane, Polen
  - Stafett 4 x 10 kilometer - Guld
- Svenska mästerskap:
  - 30 kilometer - 1958 och 1962 - Guld